# Raúl Andrade Moscoso
Raúl Andrade Moscoso (Quito, 4 de octubre de 1905 - Ibídem, 10 de septiembre de 1983) fue un periodista y dramaturgo ecuatoriano.
Viajó por México y Colombia donde trabajó como periodista para El Tiempo (Bogotá, Colombia), y publicó su libro La internacional negra en Colombia, una colección de artículos sobre la crisis en Colombia. Representó al gobierno ecuatoriano en varios países. Por sus méritos recibió varias condecoraciones: Al Merito (Ecuador), Orden de San Carlos (Colombia) y Comendador de la Orden de Leopoldo (Bélgica). Como dramaturgo publicó Suburbio (Las afueras), una evocación romántica sobre los suburbios de Quito. Fue galardonado con el Premio Eugenio Espejo en 1983.

## Biografía

### Primeros años
Raúl Andrade Moscoso nació en Quito el 4 de octubre de 1905, hijo del Coronel Carlos Andrade Rodríguez y de María Moscoso González, hija de la poetisa Mercedes González Tola de Moscoso. Sus primeros años estuvieron marcados por el afecto de su abuela materna, quien le inculcó conocimientos de historia y geografía. Su educación la hizo en la escuela San Luís Gonzaga. La vida familiar de Andrade se vio afectada por eventos políticos. En 1912, su tío Julio Andrade fue asesinado por motivos políticos, y en 1914, su padre se levantó en armas, siendo apresado durante dos años. Estudió en la escuela municipal Espejo. Estas experiencias tempranas moldearon su perspectiva y sensibilidad, elementos que  influyeron en su posterior desarrollo como escritor y su aguda observación de la realidad social y política de su tiempo. En 1918, al Colegio Mejía, donde cursó los tres primeros años de secundaria y se vinculó con el grupo estudiantil La Idea. Su afición por la lectura, incluía autores como Baudelaire, Hugo y Montalvo. Además, las dificultades económicas familiares lo llevaron a trabajar como agente de ventas.

### Inicio de su carrera y las primeras obras de teatro
A los diecisiete años, en 1922, Andrade se trasladó a Guayaquil, atraído por la aventura y la presencia de familiares. Allí presenció la violenta represión de las protestas obreras del 15 de noviembre y comenzó a trabajar en una imprenta. En 1923, se unió al diario "El Telégrafo", donde desempeñó diversas funciones y escribió bajo el seudónimo de "Carlos Riga". En 1924, trabajó en un banco que cerró debido a la revolución Juliana. Colaboró en las revistas "Semana Gráfica" y "Savia" en 1926. En 1927, tras una etapa bohemia en Guayaquil, regresó a Quito y fundó la revista de arte "Hélice", que solo publicó seis números con la colaboración de varios artistas e intelectuales. En esta revista, escribió la columna "Bajo la bóveda craneana". En Quito, sus amigos lo llamaban "Capitán Piola". Intentó sin éxito montar una obra de teatro y llegó a realizar un espectáculo de faquir.  En 1931, la obra teatral de Raúl Andrade, "Suburbio", una tragedia de crítica social, se estrenó en Quito. Durante este tiempo, se interesó por la literatura española, influenciado por la caída de la monarquía en España y la llegada de figuras como Abel Romeo Castillo. Fue contratado por el diario "El Día" bajo el seudónimo de "Juan de la Luna", pero una disputa lo llevó a dejar el periódico.
En 1934, se unió al diario liberal "La Mañana", donde inició su columna "Cocktails" como "Frank Barman". Sin embargo, el diario fue clausurado, lo que motivó la creación de su propia revista semanal, "Zumbambico", desde la que criticó al gobierno de Velasco Ibarra hasta su caída en 1935. En 1937, publicó su obra "Coktails con crónicas", una colección de artículos breves y agudos. Los años siguientes vieron la publicación de su ensayo "Retablo de una Generación Decapitada" (1939), que generó debate en el ámbito cultural. También presentó los ensayos "García Lorca, alegoría de una España yacente" y "Charlot, parábola y hazaña de la desventura". Su talento fue reconocido por el escritor español Fernando de los Ríos. En la década de 1940, colaboró nuevamente con "El Día" y publicó "Gobelinos de Niebla" (1943), cuyo impacto le valió un cargo en la Escuela de Bellas Artes. Aunque fue nombrado Cónsul en Seattle en 1944, la caída del régimen le impidió viajar.

### Viajes y diplomacia
Tras la revolución de 1944, Raúl Andrade viajó a México, donde colaboró en la revista "Letras". Luego recorrió Cuba y Centroamérica, estableciéndose tres años en Bogotá como redactor de "El Tiempo" y escribiendo la columna "El Espejo y la clepsidra", viviendo los difíciles momentos del "bogotazo" en 1947. En Colombia, consolidó su carrera periodística. En 1948, publicó "Teoría del destierro", "Perfil de la Quimera" y "Viaje alrededor de la muerte", obras que presentó a su regreso a Quito. En 1949, regresó a Ecuador y, debido a su oposición política a Galo Plaza, fue nombrado Adjunto Cultural en Madrid. En España, donde ya era conocido por sus ensayos hispanófilos y admirado por Azorín, fue presionado por franquistas a retractarse de sus opiniones sobre García Lorca, lo que lo llevó a viajar frustrado por el norte de África. La indignación pública en Ecuador logró que fuera trasladado con el mismo cargo a París, donde permaneció hasta su retorno a Quito en 1951. A su vuelta, escribió "Rosalía de Castro sirena de la nostalgia". Ese año se casó con Mireya Gándara Enríquez y juntos viajaron a Chile.
En 1952, regresó a "El Comercio" con la columna "Claraboya", dedicada a temas literarios por más de treinta años, tras la sugerencia del director de moderar su ironía. Se enfocó en relatos poéticos y evocaciones, dejando de lado la política. Su columna se hizo muy popular y sus selecciones dieron origen a libros, siendo "El Perfil de la Quimera" (1952) uno de ellos, consolidando su reputación como un gran estilista. En los años siguientes, rechazó ofrecimientos de Velasco Ibarra, editó "La Internacional negra en Colombia" (1954), fue redactor político en "El Telégrafo" y cónsul en varios países, incluyendo Chile, Francia y finalmente Trieste. En 1962, publicó "Crónica de una vida heroica", la biografía de su tío Julio Andrade. Posteriormente, Raúl Andrade fue trasladado al consulado General en Génova. En 1964, la Junta Militar lo nombró Encargado de Negocios en Bruselas, y en 1967, el gobierno de Otto Arosemena Gómez lo destinó a Lisboa, pero fue cesado cuatro meses después bajo un pretexto de límite de edad, a pesar de tener solo sesenta y dos años y ser considerado un escritor prestigioso.

### Regreso a Ecuador y últimos años
Tras casi diez años de ausencia, Andrade regresó a Ecuador y se unió a la "American Literary Agency ALA" de Nueva York, distribuyendo sus artículos a numerosos periódicos en España y Latinoamérica. A pesar de su talento para el ensayo extenso, prefirió el artículo para conectar con un público. En 1970, Velasco Ibarra le ofreció la embajada en Moscú, pero la designación fue vetada. En 1971, dejó "El Comercio" y trabajó para el diario "Hoy" y la revista "Vistazo". En 1972, Velasco Ibarra le otorgó la Orden Nacional al Mérito, reconociendo su valía como escritor. En 1974, durante una entrevista, demostró su fina ironía al reflexionar sobre diversos temas. En sus últimos años, fue reconocido como una figura destacada de la prensa ecuatoriana y miembro de la Academia Ecuatoriana de la Lengua. En la década de 1980, publicó "Crónicas de otros lunes" (1980), se repuso en escena su obra "Suburbio" (1981) y apareció "Barcos de papel" (1983). Enfermó de cáncer y recibió el Premio Nacional de Cultura Eugenio Espejo poco antes de su fallecimiento el 10 de septiembre, dejando varios volúmenes de crónicas y cuentos inéditos, así como una colección de artículos. 

## Legado
Enrique Ayala Mora destacó a Andrade como continuador de su legado familiar liberal, que venía de Roberto Andrade. Además destacó su firme defensa del laicismo y el radicalismo democrático, su anticlericalismo intransigente y su lucha contra la izquierda y el socialismo en defensa de su individualidad y libertad de expresión, incluso despreciando el populismo.

Nació en pleno ascenso del liberalismo, a principios de un siglo que vivió a plenitud, dentro de una familia que había luchado por la revolución desde la adversidad. Dedicó su vida a defender el laicismo y el radicalismo democrático con una firmeza que no hizo escuela, pero dejó un ejemplo que pocos se atrevieron a seguir, porque todos sabían que podían aprender de él a decir las cosas crudamente, a insultar, a defender a los suyos sin concesiones, a aniquilar a sus adversarios con una frase, pero nunca a hacer contemplaciones, ni a acomodarse cínicamente desde la conveniencia. Era anticlerical de una sola pieza, primario y ternejo. Luchaba contra la izquierda y el socialismo por principio, porque creía que amenazaban su individualidad, su derecho a decir lo que le daba la gana, cuando le daba la gana. Heredó el alfarismo y lo defendió siempre. Combatió a los adversarios del «Viejo Luchador» hasta la quinta generación. Odió a los enemigos de su familia, sin darles cuartel. Despreció al populismo, aún a riesgo de divorciarse del pueblo, al que nunca llegó a entender ni perdonar porque votaba por los que ofrecían y no cumplían.
Enrique Ayala Mora - Raúl Andrade (Homenaje)

## Obras

### Narrativa
- Suburbio, evocación romántica del arrabal quiteño (1931), comedia en dos actos.
- El Barco en la botella, cuentos

### Ensayos
- Cocktails, recopilación de artículos literarios y políticos publicados en los diarios La Mañana y Zumbambico.
- Gobelinos de Niebla, tres ensayos literarios (1937)
- Retablo de una Generación Decapitada, ensayo (1939)
- El Perfil de la Quimera, siete ensayos literarios (1951). 260 pp.
- La Internacional Negra en Colombia y otros ensayos (1954)
- Crónicas de otros lunes (1980) 179 pp.
- Barcos de papel (1983)
- Claraboya (Quito, 1990)
- Viñetas del mentidero (Quito, 1993)
- Esquinas de París
- Divagación española y otras andanzas.
- La vuelta al mundo en cincuenta crónicas

### Biografía
- Julio Andrade, Crónica de una vida heroica (1962).[11]